# Sarah Hildebrandt
Sarah Hildebrandt, född 23 september 1993, är en amerikansk brottare som tävlar i fristil.

## Karriär
Hildebrandt tävlade vid de olympiska sommarspelen 2020 i Tokyo, där hon tog brons i 50-kiloklassen. Hon har även tagit två silver och två brons vid världsmästerskapen.